# Igreja de Cristo (Cheltenham)

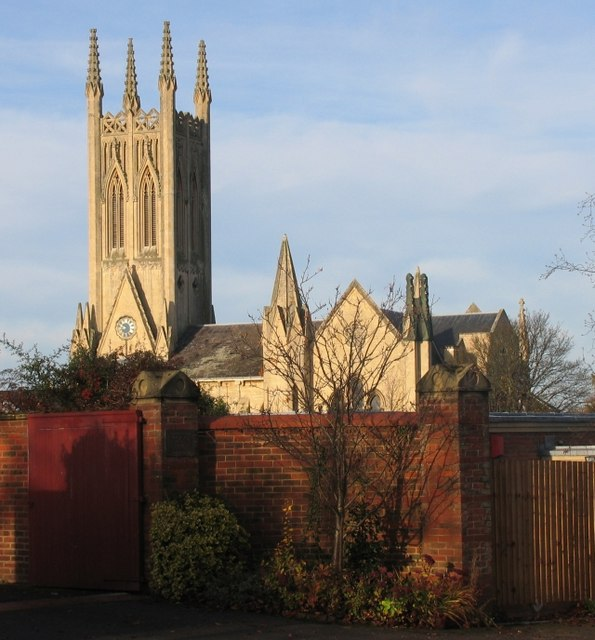
Igreja de Cristo, Malvern Road, Cheltenham.

A Igreja de Cristo é uma igreja e congregação anglicana localizada em Christchurch e Malvern Roads, na secção Lansdown de Cheltenham, em Gloucestershire, Reino Unido.
O edifício da igreja neogótica foi projectado pelos arquitectos Robert W. e Charles Jearrad, a construção começou em novembro de 1837 e a igreja foi consagrada no dia 21 de janeiro de 1840.